# Виртуелна библиотека Србије
Виртуелна библиотека Србије или по званичном називу ВБС — Центар за узајамну каталогизацију Републике Србије, српска је државна интернетска база података која са једног места нуди неограничен и бесплатан приступ информацијама у више од 160 библиотека у Србији. ВБС Центар се налази у Београду.
У каталогизацију улази све оно што се може каталогизовати: књиге, часописи, DVD филмови... а за своју каталогизацију библиотека користи систем COBISS. Као и сви модерни системи за прављење база података, и Виртуелна библиотека дозвољава претрагу по више критеријума, језика, ћирилицом или латиницом итд.